# قناة السعودية الآن
قناة السعودية الآن هي قناة سعودية حكومية، والمنصة الرسمية لنقل الأحداث والفعاليات الرسمية والترفيهية في السعودية، أعلن عن إطلاقها وزير الإعلام ورئيس مجلس إدارة هيئة الإذاعة والتلفزيون السعودية، سلمان يوسف الدوسري، بمناسبة اليوم الوطني الثالث والتسعين للمملكة العربية السعودية وهي من ضمن باقة قنوات هيئة الإذاعة والتلفزيون.